# 肇昌府
肇昌府，元朝末年，朱元璋设置的府。
至正二十二年（1362年）改建昌路置，治所在南城县（今江西省南城县）。辖境相当今江西省南城、黎川、广昌、资溪等县地。后改建昌府。